# Mertoyudan (plaats)
Mertoyudan is een bestuurslaag in het regentschap Magelang van de provincie Midden-Java, Indonesië. Mertoyudan telt 13.086 inwoners (volkstelling 2010).